# Dogna
Dogna (tiếng Slovene: Dunja) là một đô thị ở tỉnh Udine trong vùng Friuli-Venezia Giulia thuộc Ý, có cự ly khoảng 100 km về phía tây bắc của Trieste và khoảng 45 km về phia bắc của Udine. Tại thời điểm ngày 31 tháng 12 năm 2004, đô thị này có dân số 235 người và diện tích là 70 km².
Dogna giáp các đô thị: Chiusaforte, Malborghetto Valbruna, Moggio Udinese, Pontebba.